# Adrian Mitchell
Adrian Mitchell (Hampstead Heath, 24 ottobre 1932 – North London, 20 dicembre 2008) è stato un poeta, romanziere e drammaturgo inglese.
Era membro della Royal Society of Literature.
Ex giornalista, divenne una figura nota della sinistra politica anti-autoritaria inglese. Per quasi mezzo secolo è stato il principale poeta del movimento per il disarmo nucleare del territorio britannico. Il critico Kenneth Tynan lo chiamava il Majakovskij britannico.
Mitchell ha cercato nel suo lavoro di contrastare le conseguenze della sua affermazione che "La maggior parte delle persone ignora la maggior parte della poesia perché la maggior parte della poesia ignora la maggior parte delle persone".
In un sondaggio del National Poetry Day nel 2005 la sua poesia "Human Beings" è stata la più votata tra le poesie che la gente vorrebbe fosse lanciata nello spazio.

Nel 2003 è stato nominato, semi-seriamente, il "Poeta Laureato fantasma" della Gran Bretagna dalla rivista Red Pepper.
Mitchell è stato per alcuni anni redattore per la poesia del New Statesman e fu il primo a pubblicare un'intervista con i Beatles.
Il suo lavoro per la Royal Shakespeare Company incluse US di Peter Brook e la versione inglese del Marat/Sade di Peter Weiss.
Sempre ispirata dall'esempio del suo poeta preferito e precursore di William Blake, su cui scrisse l'acclamato Tyger per il Royal National Theatre, la sua produzione spesso rabbiosa mutò vorticosamente dalla satira anarchica contro la guerra, alla poesia d'amore e, sempre più, verso racconti e poesie per bambini. Scrisse anche libretti d'opera.

The Poetry Archive ritiene il suo rendimento creativo estremamente prolifico.
The Times ha scritto che Mitchell è stato una "voce schietta spesso venata di tenerezza". Le sue poesie su temi come la guerra nucleare, il Vietnam, le prigioni e il razzismo erano diventate "parte del folklore della sinistra. Le sue opere sono state spesso lette e cantate durante le manifestazioni".

## Biografia

### Primi anni
Adrian Mitchell era nato vicino a Hampstead Heath, a nord di Londra. Sua madre, Kathleen Fabian, era un'insegnante di scuola materna che seguiva le teorie di Fröbel e suo padre Jock Mitchell, un ricercatore chimico di Cupar nel Fife. Adrian studiò prima alla Monkton Combe School, "una scuola piena di prepotenti, il cui cortile per i giochi lui definì the killing ground (letteralmente: campo assassino).
Passò poi alla Greenways Preparatory School a Ashton Gifford House nel Wiltshire, allora diretta da un amico di sua madre. Questa, disse Mitchell, era "una scuola in paradiso, dove il mio primo lavoro The Animals' Brains Trust fu messo in scena quando avevo nove anni con mia grande soddisfazione".
La sua istruzione fu completata come convittore presso la Dauntsey's School dopo di che compì il Servizio di leva nella Royal Air Force. Commentò che questo "confermò il (suo) naturale pacifismo".
Continuò a studiare letteratura inglese al Christ Church, college dell'Università di Oxford, dove ebbe come insegnante il figlio di John Ronald Reuel Tolkien. Divenne presidente dell'associazione universitaria di poesia e curatore letterario della rivista Isis magazine.
Dopo la laurea Mitchell ottenne un lavoro come reporter del Mail Oxford e successivamente presso l'Evening Standard di Londra.
"Avendo ereditato abbastanza soldi per vivere per un anno, ho scritto il mio primo romanzo e la mia primo lavoro per la TV. Poco dopo sono diventato un giornalista freelance, scrivendo articoli di musica pop per il Daily Mail e di TV per il The Sun e The Sunday Times. Ho smesso di occuparmi di giornalismo verso la metà degli anni sessanta e da allora sono stato poeta nel tempo libero, drammaturgo e scrittore di racconti."

### Maturità
Mitchell ha dato frequenti letture pubbliche, in particolare a sostegno di cause della sinistra politica. La satira era la sua specialità. Ricevuto l'incarico di scrivere una poesia sul Principe Carlo e sul suo rapporto speciale (come principe di Galles) con il popolo del Galles, la sua risposta fu brusca: L'istituzione reale è una nevrosi. Da curare al più presto."
Nella poesia "Loose Leaf Poem", presente nel libro "Ride the Nightmare", scrisse:
My heart anarchist

My eyes pacifist

Il mio cuore anarchico

I miei occhi pacifisti

Il mio sangue rivoluzionario»
("Loose Leaf Poem", da "Ride the Nightmare: verse and prose")
Mitchell aveva l'abitudine di aggiungere in ogni prefazione alle sue raccolte: "Nessuna delle opere di questo libro può essere usata per qualsiasi tipo di esame." La sua poesia più famosa, "To Whom It May Concern", è stata la sua reazione amaramente sarcastica agli orrori, visibili in televisione, della guerra del Vietnam. La poesia inizia:
Ever since the accident I’ve walked this way

So stick my legs in plaster

Dopo quell'incidente ho camminato in questo modo

Così con le gambe ingessate

Raccontatemi balle sul Vietnam»
("To Whom It May Concern")
Lesse la poesia la prima volta ai migliaia di manifestanti per il disarmo nucleare che, dopo aver sfilato nel centro di Londra per l'appena creata CND, in marzo nel giorno di Pasqua, e infine, stipati in Trafalgar Square nel pomeriggio del giorno di Pasqua 1964. Mitchell leggeva le sue poesie sul marciapiede di fronte alla National Gallery. mentre i manifestanti esaltati erano coinvolti nella piazza in tafferugli con la polizia.
Nel corso degli anni aggiornò la poesia per tener conto degli eventi più recenti.
Fece un adattamento teatrale per la Royal Shakespeare Company (presentato nel novembre 1998) del romanzo Il leone, la strega e l'armadio, appartenente alla serie di romanzi per ragazzi Le cronache di Narnia dello scrittore Clive Staples Lewis.
"Non ebbe mai tregua. Alla maggior parte delle richieste - 'Puoi farlo, Adrian?' - rispondeva, 'Certo, ci sarò'. La sua lettura di Tell me lies ("Raccontatemi balle") alla City Hall poco prima della invasione dell'Iraq del 2003 fu elettrizzante. Naturalmente, non poteva fermare quella guerra, ma si esibì come se potesse farlo".
Al Remembrance Sunday (ricorrenza che celebra la fine della prima guerra mondiale) pose il White poppy (papavero bianco) sul cenotafio in Whitehall. Il White poppy è un simbolo di pace che l'organizzazione pacifista Peace Pledge Union, unisce ai mazzi di papaveri rossi (detti Remembrance poppy) posti sui monumenti in ricordo dei caduti in guerra.
Nel giorno dell'International Conscientious Objectors' Day lesse una poesia in occasione della cerimonia presso il cippo commemorativo degli obiettori di coscienza in Tavistock Square a Londra.
I colleghi scrittori commentarono il suo operato talvolta positivamente, talvolta in modo critico. John Berger disse che, "Contro l'attuale stato britannico egli contrappone una sorta di populismo rivoluzionario, di volgarità, di arguzia e la tenerezza che a volte si trova tra gli animali". Angela Carter una volta scrisse che era "un gioioso, aspro e popolare acrobatico poeta Pifferaio Magico, ben determinato col suo canto a portarci lontano dalla catastrofe". Ted Hughes: "Nel mondo della poesia per i bambini, nessuno ha prodotto versi più sorprendenti, o più autenticamente ispirati e divertenti di Adrian Mitchell".
Mitchell è morto all'età di 76 anni in un ospedale di Londra Nord per un sospetto attacco di cuore. Da due mesi era ammalato di polmonite. Due giorni prima aveva completato quello che si rivelò essere la sua ultima poesia, "My Literary Career So Far". La poesia era un regalo di Natale per "tutti gli amici, la famiglia e gli animali che amava".
"Adrian", disse il compagno poeta Michael Rosen, "era un socialista e un pacifista che ha creduto, come William Blake, che tutto quello che era umano era sacro. Vale a dire che celebra l'amore per la vita con la stessa intensità con cui ha combattuto quelli che distruggevano la vita. Lo ha fatto attraverso la sua poesia, i suoi drammi, i testi delle sue canzoni e le sue performance. Attraverso questo enorme di lavoro, egli fu in grado di sollevare gli spiriti dei suoi spettatori, talvolta eccitando, stimolando, rattristando ed entusiasmando... Ha cantato, scandito, sussurrato e urlato le sue poesie in ogni genere di posto che si potesse immaginare, spingendoci ad amare la nostra vita, amare le nostre menti e corpi e lottare contro la tirannia, l'oppressione e lo sfruttamento".

### Famiglia
A Mitchell è sopravvissuta la moglie, l'attrice Celia Hewitt (che gestisce una libreria, la Ripping Yarns, a Highgate) e le loro due figlie Sasha e Beattie. Ha avuto anche due figli e una figlia nel suo precedente matrimonio con Maureen Bush: Briony, Alistair e Danny. Ha lasciato nove nipoti: Robin, Arthur, Charlotte, Natasha, Zoe, Caitlin, Annie, Lola e Lilly.

## Premi
- 1961 Eric Gregory Award
- 1966 PEN/Book-of-the-Month Club Translation Prize (per la traduzione dal tedesco del Marat/Sade di Peter Weiss)
- 1971 Tokyo Festival Television Film Award
- 2005 CLPE (Centre for Literacy in Primary Education) Poetry Award per Daft as a Doughnut